# Jane Fonda
Jane Seymour Fonda (21 de desembre de 1937) és una actriu, escriptora i activista política dels Estats Units.
Ha rebut diversos reconeixements, inclosos dos premis de l'Acadèmia, dos premis BAFTA, set premis Globus d'Or, un Premi Emmy Primetime, el premi AFI Life Achievement Award, un Premi Cecil B. DeMille, el Lleó d'Or honorari i una estrella al Passeig de la Fama de Hollywood.
Nascuda de la socialité Frances Ford Seymour i el seu pare l'actor Henry Fonda, Fonda va debutar com a actriu amb l'obra teatral de Broadway del 1960 There Was a Little Girl, per la qual va rebre una nominació al premi Tony a la millor actriu destacada en una obra de teatre. va debutar a la pantalla més tard el mateix any amb la comèdia romàntica Tall Story. Va guanyar protagonisme als anys seixanta amb pel·lícules com Ajust matrimonial (1962), Diumenge a Nova York (1963), Cat Ballou (1965), Descalços pel parc (1967) i Barbarella (1968). El seu primer marit va ser el director de Barbarella, Roger Vadim. Nominada set vegades a l'Oscar, va rebre una primera nominació per They Shoot Horses, Don't They? (1969), i va guanyar dues vegades l'Oscar a la millor actriu durant la dècada de 1970, per Klute (1971) i Tornar a casa (1978). Les seves altres nominacions van ser per a Julia (1977), La síndrome de la Xina (1979), On Golden Pond (1981) i L'endemà al matí (1986). Èxits consecutius Fun with Dick and Jane (1977), California Suite (1978), The electric horseman (1979) i Com eliminar el seu cap (1980) van mantenir el poder de dibuix de Fonda i va guanyar el Primetime Emmy Award per la interpretació a la pel·lícula de televisió The Dollmaker (1984).
El 1982 va publicar el seu primer vídeo d'exercicis, Jane Fonda's Workout, que es va convertir en el VHS més venut de tots els temps. Seria el primer dels 22 vídeos d'aquest tipus durant els pròxims 13 anys, que vendrien col·lectivament més de 17 milions de còpies. Divorciada del seu segon marit, Tom Hayden, es va casar amb el multimilionari magnat dels mitjans de comunicació Ted Turner el 1991 i es va retirar de la interpretació, després d'una sèrie de pel·lícules comercials que no van tenir èxit i van concloure Iris i Stanley (1990). Fonda es va divorciar de Turner el 2001 i va tornar a la pantalla amb l'èxit La mare del nuvi (2005). Tot i que Georgia Rule (2007) va ser l'única altra pel·lícula de l'estrella durant la dècada de 2000, a principi de la dècada de 2010 va rellançar completament la seva carrera. Entre les pel·lícules posteriors s'inclouen El majordom (2013), I aquí us deixo (2014), Youth (2015), Our Souls at Night (2017) i Book Club (2018). El 2009, va tornar a Broadway després d'una absència de 49 anys als escenaris, a l'obra 33 variacions que li va valer la nominació al premi Tony a la millor actriu d'una obra de teatre, mentre que el seu paper recurrent a la sèrie dramàtica d'HBO The Newsroom (2012-14) va guanyar dues nominacions al Premi Emmy al Primetime. També va publicar cinc vídeos d'exercicis entre el 2009 i el 2012. Fonda protagonitza actualment Grace Hanson a la sèrie de comèdia Grace and Frankie de Netflix, que va debutar el 2015 i li va valer les nominacions als Premis Emmy Primetime i a tres premis del Sindicat d'Actors de Cinema.
Fonda va ser un activista polític visible en l'era de la contracultura durant la guerra del Vietnam. Va ser fotografiada asseguda en un canó antiaeri nord-vietnamita en una visita de 1972 a Hanoi, durant la qual va guanyar el sobrenom de «Hanoi Jane». Durant aquest temps va ser efectivament a la llista negra a Hollywood. També ha protestat per la guerra de l'Iraq i la violència contra les dones i es descriu a si mateixa com a activista feminista i ecologista. El 2005, juntament amb Robin Morgan i Gloria Steinem, va cofundar el Women's Media Center, una organització que treballa per amplificar les veus de les dones en els mitjans de comunicació a través de la defensa, la formació en mitjans i la direcció i la creació de contingut original. Fonda és membre del consell de l'organització.

## Biografia

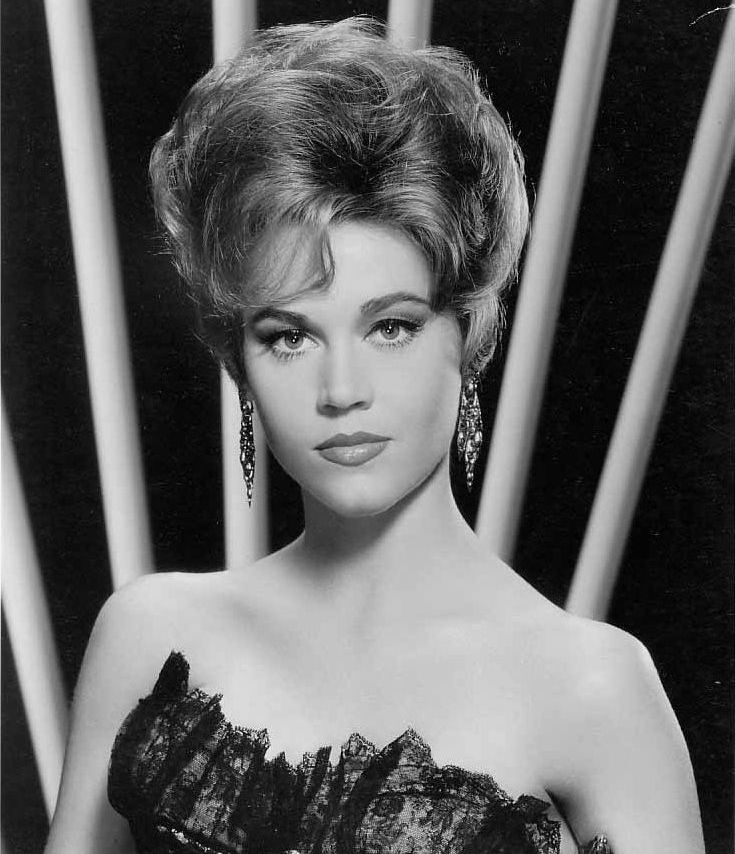
Jane Fonda en els seus inicis
a Sunday in New York (1963).

Va començar al cinema amb el film Tall Story el 1960. Ha guanyat dos Oscars. Filla de l'actor Henry Fonda i germana de Peter Fonda, va néixer a Nova York. Quan Fonda tenia dotze anys la seva mare es va suïcidar. Abans de començar a ser actriu Jane Fonda era model de moda.
Guanyà el seu primer Oscar el 1971 per la pel·lícula Klute on feia de prostituta. El segon Oscar li va arribar per la seva participació a Coming Home (1978). Un film molt popular va ser La síndrome de la Xina (1979) on es relatava els efectes d'un accident nuclear. El major èxit comercial va ser Nine to Five amb Lily Tomlin i Dolly Parton.
Va treballar amb el seu pare a On Golden Pond, per a ell va ser la darrera pel·lícula, ja que va morir 5 mesos després de realitzar-la.
Com a contrapunt cal dir que va ser nominada als premis Razzie a la pitjor actriu per la pel·lícula Gringo vell.
L'actriu Jane Fonda i l'actor i director Robert Redford rebran el Lleó d'Or 2017 a la pròxima Mostra de Venècia, segons han anunciat els organitzadors. L'entrega del guardó tindrà lloc el divendres 1 de setembre al Palau del Cinema del Lido de Venècia, just abans de la projecció de la pel·lícula 'Our souls at night', produïda per Netflix i protagonitzada pels guardonats.

## Primers anys de vida i educació
Jane Seymour Fonda va néixer a la ciutat de Nova York el 21 de desembre de 1937. Els seus pares eren Frances Ford Brokaw (nascuda Seymour; 1908–1950) i l'actor estatunidenc Henry Fonda (1905–1982). Segons el seu pare, el cognom Fonda provenia d'un avantpassat italià que va emigrar als Països Baixos a la dècada del 1500. Allà, es va casar; la família resultant va començar a utilitzar noms de persona holandesos, amb el primer avantpassat Fonda de Jane que va arribar a Nova York el 1650. Fonda també té ascendència anglesa, francesa i escocesa. Va ser nomenada per la tercera esposa d'Enric VIII, Jane Seymour, amb qui es relaciona lluny per part de la seva mare, i per la qual, fins que va estar a quart grau, Fonda va dir que es deia «Lady» (com a Lady Jane). El seu germà, Peter Fonda (1940-2019), també era actor i la seva germanastra materna és Frances de Villers Brokaw (també coneguda com a «Pan»), la filla de la qual és Pilar Corrias, propietària de la galeria Pilar Corrias de Londres.
El 1950, quan Fonda tenia dotze anys, la seva mare es va suïcidar mentre estava en tractament a l'hospital psiquiàtric Craig House de Beacon, Nova York. Més tard aquell mateix any, Henry Fonda es va casar amb la socialista Susan Blanchard (nascuda el 1928), 23 anys més jove que la seva menor; aquest matrimoni va acabar en divorci. Amb quinze anys, Jane va ensenyar dansa a Fire Island Pines a l'estat de Nova York.
Fonda va assistir a la Greenwich Academy a Greenwich, Connecticut; l'Escola Emma Willard de Troy, Nova York; i el Vassar College de Poughkeepsie, Nova York. Abans de la seva carrera com a actor, era model i va aparèixer dues vegades a la portada de Vogue.
Fonda es va interessar per actuar com a adolescent mentre apareixia amb el seu pare en una actuació benèfica de The Country Girl a l'Omaha Community Playhouse. Després d'abandonar Vassar, va anar a París durant sis mesos per estudiar art. En tornar als Estats Units, el 1958, va conèixer Lee Strasberg; la trobada va canviar el curs de la seva vida. Fonda va dir: «Vaig anar a l'Actors Studio i Lee Strasberg em va dir que tenia talent. Talent real. Va ser la primera vegada que algú, excepte el meu pare, que ho havia de dir, em va dir que era bo. En qualsevol cosa. Va ser un punt d'inflexió a la meva vida. Vaig anar al llit pensant en actuar. Em vaig despertar pensant a actuar. Era com si el sostre s'hagués desitjat després de la meva vida!»

## Carrera

### Anys 1960

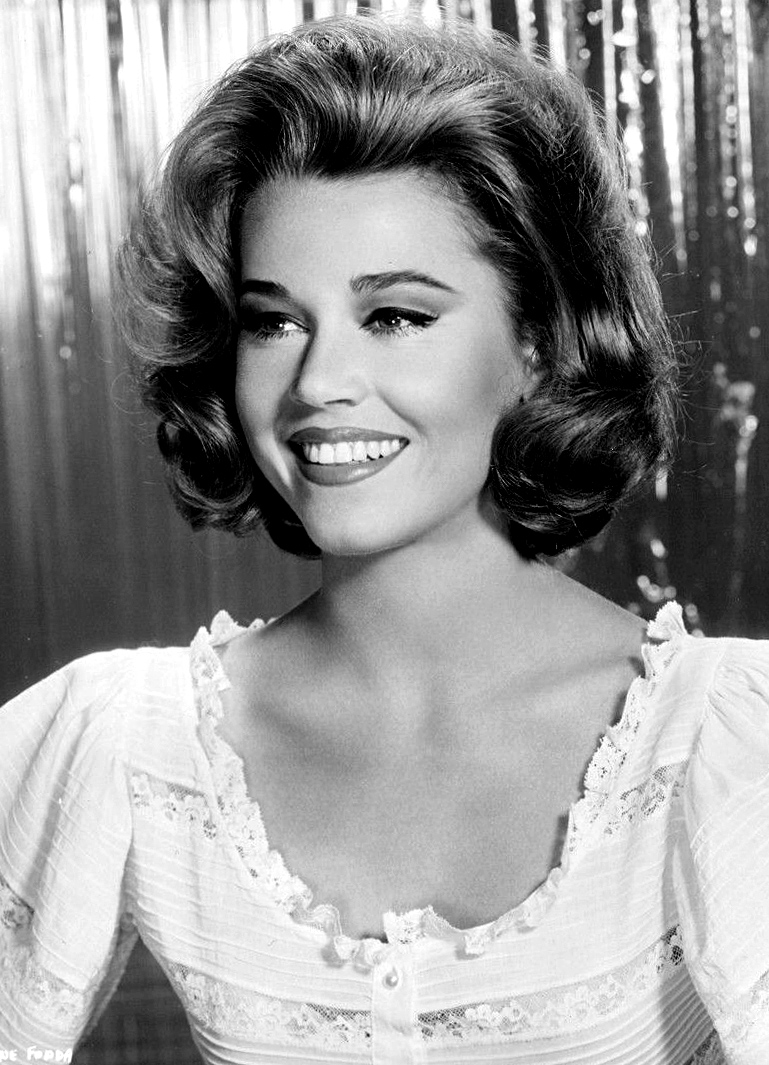
Fonda com a Eileen Tyler a Sunday in New York, un dels seus primers èxits en taquilla.

El treball escènic de Fonda a finals dels anys cinquanta va establir les bases de la seva carrera cinematogràfica als anys seixanta. Va fer una mitjana de gairebé dues pel·lícules a l'any al llarg de la dècada, a partir del 1960 amb Tall Story, en què va recrear un dels seus papers de Broadway com a animadora universitària perseguint una estrella de bàsquet, interpretada per Anthony Perkins. El col·laborador freqüent Robert Redford també va debutar en aquesta pel·lícula. Les pel·lícules Ajust matrimonial i La gata negra el va seguir el 1962. Aquest últim, en el qual interpretava una prostituta, li va valer el Globus d'Or per a la novetat més prometedora. El 1963 va aparèixer el diumenge a Nova York. Newsday la va anomenar «la més bonica i dotada de totes les nostres joves actrius». No obstant això, també va tenir detractors; el mateix any, el Harvard Lampoon la va nomenar la «pitjor actriu de l'any» per The Chapman Report.
L'avenç de la carrera de Fonda va arribar amb Cat Ballou (1965), en què va interpretar a una mestra fora de la llei. Aquesta comèdia western va rebre cinc nominacions als Oscar, amb Lee Marvin guanyador al millor actor, i va ser una de les deu pel·lícules més importants de l'any a la taquilla. Molts van considerar que va ser la pel·lícula que va portar Fonda a l'estrellat bancari. L'any següent va tenir un paper protagonista a La caça de l'home al costat de Robert Redford, llur primer film junts, i el doble guanyador de l'Oscar Marlon Brando. La pel·lícula va rebre algunes crítiques positives, però l'actuació de Fonda va ser notada per la revista Variety: «Jane Fonda, com a esposa de Redford i amant del ric petrolero James Fox, aprofita al màxim el paper femení més gran». Després d'això van venir les comèdies Qualsevol dimecres (1966), al costat de Jason Robards i Dean Jones, i Descalços pel parc (1967), novament coprotagonista amb Redford.
El 1968, va jugar el paper principal en la paròdia de ciència-ficció Barbarella, que va establir la seva condició de símbol sexual. En canvi, la tragèdia They Shoot Horses, Don't They? (1969) va ser aclamat per la crítica i va marcar un important punt d'inflexió en la seva carrera. La revista Variety va escriure: «Fonda, com a perdedor incínimament cínic, la dura i magullada del Dust Bowl, ofereix una representació dramàtica que confereix a la pel·lícula un enfocament personal i un poder emocionalment atractiu». A més, el reconegut crític de cinema Pauline Kael, en una ressenya del film a la revista The New Yorker, va assenyalar Fonda: «Ha estat una encantadora nena enginyosa en els darrers anys i ara té l'oportunitat d'un personatge arquetípic. Fonda va amb ella, com les actrius de pantalla poques vegades ho fan una vegada que es converteixen en estrelles. No intenta salvar una part femenina de si mateixa, de la mateixa manera que ho fa una bona actriu com Audrey Hepburn, mirant-nos per darrere de papers «vulgars» per assegurar-nos que no és realment així Fonda té moltes possibilitats de personificar les tensions nord-americanes i de dominar les nostres pel·lícules als anys setanta, tal com va fer Bette Davis als anys trenta." Per la seva actuació, va guanyar el Premi del Cercle de Crítics Cinematogràfics de Nova York per la millor actriu i va obtenir una primera nominació a l'Oscar a la millor actriu. Fonda va ser molt selectiva a finals de la dècada, rebutjant els papers principals de La llavor del diable i Bonnie i Clyde.

### Anys 1970
Als anys setanta, Fonda va gaudir del seu període més aclamat per la crítica com a actriu malgrat alguns contratemps pel seu activisme continu. Segons l'escriptora i crítica Hilton Als, les seves actuacions començant per They Shoot Horses, Hut? «va anunciar un nou tipus d'actuació: per primera vegada, estava disposada a alienar els espectadors en lloc d'intentar guanyar-los. La capacitat de Fonda per continuar a desenvolupar el seu talent és el que la diferencia de molts altres intèrprets de la seva generació.
Fonda va guanyar el seu primer premi de l'Acadèmia a la millor actriu el 1971, interpretant de nou a una prostituta, la gamine Bree Daniels, a la pel·lícula de misteri Klute, d'Alan J. Pakula. Abans de disparar, Fonda va passar un temps entrevistant diverses prostitutes i senyores. Anys més tard, Fonda va descobrir que «hi havia com un matrimoni, una fusió d'ànimes entre aquest personatge i jo, aquesta dona que no pensava que pogués interpretar perquè no pensava que fos material de noia. Després del seu llançament, Klute va tenir un èxit tant de crítica com comercial, i l'actuació de Fonda li va valer el reconeixement generalitzat. Pauline Kael va escriure:
| « | "Com a actriu, [Fonda] té un tipus especial d'intel·ligència que pren la forma de la velocitat; sempre està una mica per davant de tothom, i aquest ritme més ràpid (aquesta capacitat de resposta més ràpida) la fa més emocionant de veure. Aquesta qualitat funciona molt bé avantatge en el seu retrat definitiu a gran escala d'una noia de trucades a Klute. És un paper important i bo per a ella i desapareix a Bree, la noia de trucada, de manera tan total que la seva interpretació és molt pura, sense "adornar". Mai no es queda fora de Bree, es lliura al paper i, així i tot, no s'hi perd, ja que té tot el control i els seus mitjans són extraordinàriament econòmics. D'alguna manera ha arribat a un pla d'actuació en què fins i tot els més propers primer no revela mai un pensament fals i, vista als carrers del cinema a una quadra de distància, és Bree, no Jane Fonda, que camina cap a nosaltres. No hi ha una altra actriu dramàtica jove en les pel·lícules americanes que pugui tocar-la". | » |
| — | |   |

Roger Ebert, del Chicago Sun-Times, també va elogiar l'actuació de Fonda, fins i tot suggerint que la pel·lícula s'hauria d'haver titulat Bree després del seu personatge: «Què fa Jane Fonda que la converteix en una actriu tan fascinant de veure? Té una mena de nerviosa intensitat que la manté tan fermament tancada en un personatge de pel·lícula que el personatge sembla distret per les coses que apareixen a la pel·lícula." Durant la temporada de premis 1971–1972, Fonda va dominar la categoria de millor actriu en gairebé totes les cerimònies de lliurament de premis importants.; a més de guanyar l'Oscar, va rebre el seu primer Globus d'Or a la millor actriu dramàtica, el primer premi de la National Society of Film Critics a la millor actriu i el seu segon premi New York Film Critics Circle a la millor actriu.
Entre Klute el 1971 i Fun With Dick and Jane el 1977, Fonda no va tenir un gran èxit cinematogràfic. Va aparèixer a A Doll's House (1973), Steelyard Blues i The Blue Bird (1976). En els primers, alguns crítics consideraven que Fonda no estava satisfeta, però el seu treball com a Nora Helmer va obtenir elogis i una crítica al The New York Times va opinar: «Tot i que la pel·lícula de Losey és ferotgement defectuosa, la recomano per a l'actuació de Jane Fonda. Semblava just preguntar-se si podia personificar algú del passat; la seva veu, inflexions i maneres de moure's sempre han semblat totalment contemporànies. Però, una vegada més, demostra que és una de les nostres millors actrius, i és a casa a la dècada de 1870, una criatura d'aquell període tant com del nostre.» A partir dels comentaris que se li van atribuir en entrevistes, alguns han deduït que personalment va culpar la situació a la ràbia per les seves opinions polítiques clares: «No puc dir que estigués a la llista negra, però sí que estava a la llista gris. No obstant això, en la seva autobiografia del 2005, My Life So Far, va rebutjar aquesta simplificació. «El suggeriment és que a causa de les meves accions contra la guerra la meva carrera havia estat destruïda […] Però el cert és que la meva carrera, lluny de ser destruïda després de la guerra, va florir amb un vigor que no havia gaudit anteriorment». Va reduir la interpretació a causa del seu activisme polític que va donar un nou enfocament a la seva vida. El seu retorn a la interpretació en una sèrie de films temàtiques reflectia aquest nou enfocament.
El 1972, Fonda va actuar com a reportera al costat d'Yves Montand a Tot va bé, dirigida per Jean-Luc Godard i Jean-Pierre Gorin. Els dos directors van fer Letter to Jane, en què els dos van passar gairebé una hora discutint sobre una fotografia de notícies de Fonda.
A través de la seva productora, IPC Films, va produir films que la van ajudar a retornar a la condició d'estrella. La pel·lícula de comèdia Fun With Dick and Jane' del 1977 es considera generalment la seva imatge de «retorn». La reacció de la crítica va ser mixta, però la interpretació còmica de Fonda va ser elogiada; Vincent Canby, del New York Times, en va dir: «Mai no tinc problemes per recordar que la senyoreta Fonda és una bona actriu dramàtica, però em sorprèn de nou cada vegada que la veig fent comèdia amb la barreja d'intel·ligència còmica i l'abandonament que mostra aquí.» També el 1977 va interpretar la dramaturga Lillian Hellman a Julia, que va rebre crítiques positives. Gary Arnold, del The Washington Post, va descriure la seva actuació com a «nerviosa, persuasiva i intrigantment tensa», i va comentar: «Irritable, intencionat i agonitzant, conscient de si mateix, Fonda suggereix els conflictes interns que rossegen una dona amb talent que anhela la seguretat en si mateixa», resolució i saviesa que veu en figures com Julia i Hammett.» Per la seva interpretació, Fonda va guanyar el seu primer premi BAFTA a la millor actriu protagonista, un segon premi Globus d'Or a la millor actriu en una pel·lícula - drama, i va rebre una tercera nominació a l'Oscar a la millor actriu.
Durant aquest període, Fonda va anunciar que només faria pel·lícules centrades en qüestions importants i, en general, va mantenir la paraula. Va rebutjar Una dona separada perquè sentia que la part no era rellevant. El 1978, Fonda es trobava en el punt àlgid de la seva carrera professional després de guanyar un segon Oscar a la millor actriu pel seu paper de Sally Hyde, una adúltera conflictiva a Coming Home, la història de la dificultat d'un veterà de la guerra del Vietnam amb discapacitat per tornar a entrar a la vida civil. Quan es va estrenar, el film va tenir un èxit popular entre el públic i, en general, va rebre bones crítiques; Ebert va assenyalar que la seva Sally Hyde era «la mena de personatge que d'alguna manera no esperaria que interpretés la Fonda, intel·ligent i intel·ligent», i Jonathan Rosenbaum, del San Diego Reader, va considerar que Fonda era «una meravella per veure; el que em fascina i m'implica» en la seva actuació hi ha l'esforç i el pensament de consciència que semblen anar a cada línia de lectura i gest, com si la pregunta de com era l'esposa d'un capità i l'antiga animadora esdevingués una font d'infinita curiositat i descobriment per a ella." L'actuació també li va valer un tercer premi Globus d'Or a la millor actriu dramàtica, la seva segona victòria consecutiva. També el 1978, es va reunir amb Alan J. Pakula per protagonitzar el seu drama occidental postmodern Arriba un genet com a ramader molt picat i, més tard, va assumir un paper secundari a California Suite, on va interpretar una treballadora de Manhattan i divorciada. Variety va assenyalar que «demostra un altre aspecte de la seva increïble gamma» i segonsTime Out New York va donar «una altra actuació d'inquietud seguretat».
Va guanyar un segon premi BAFTA a la millor actriu el 1979 amb La síndrome de la Xina, sobre un encobriment d'una vulnerabilitat en una central nuclear. Repartit al costat de Jack Lemmon i Michael Douglas, en un dels seus primers papers, Fonda hi va interpretar un ambiciós periodista de notícies televisives. Vincent Canby, que escrivia per al New York Times, en va fer un elogi: «Les tres estrelles són esplèndides, però potser la senyoreta Fonda és una mica més que això. La seva interpretació no és la d'una actriu amb el paper d'una estrella, sinó el d'una actriu que crea un personatge que resulta ser important dins del film. Cada vegada és millor.» Aquest paper també li va valer les nominacions a l'Oscar i als Globus d'Or a la millor actriu. El mateix any va protagonitzar la pel·lícula romàntica d'aventures occidental The Electric Horseman amb el seu freqüent coprotagonista, Robert Redford. Tot i que la pel·lícula va rebre crítiques diverses, va ser un succés de taquilla, i va ser l'onzena pel·lícula amb més ventes del 1979 després d'haver aconseguit un total nacional de gairebé 62 milions de dòlars.

### Anys 1980

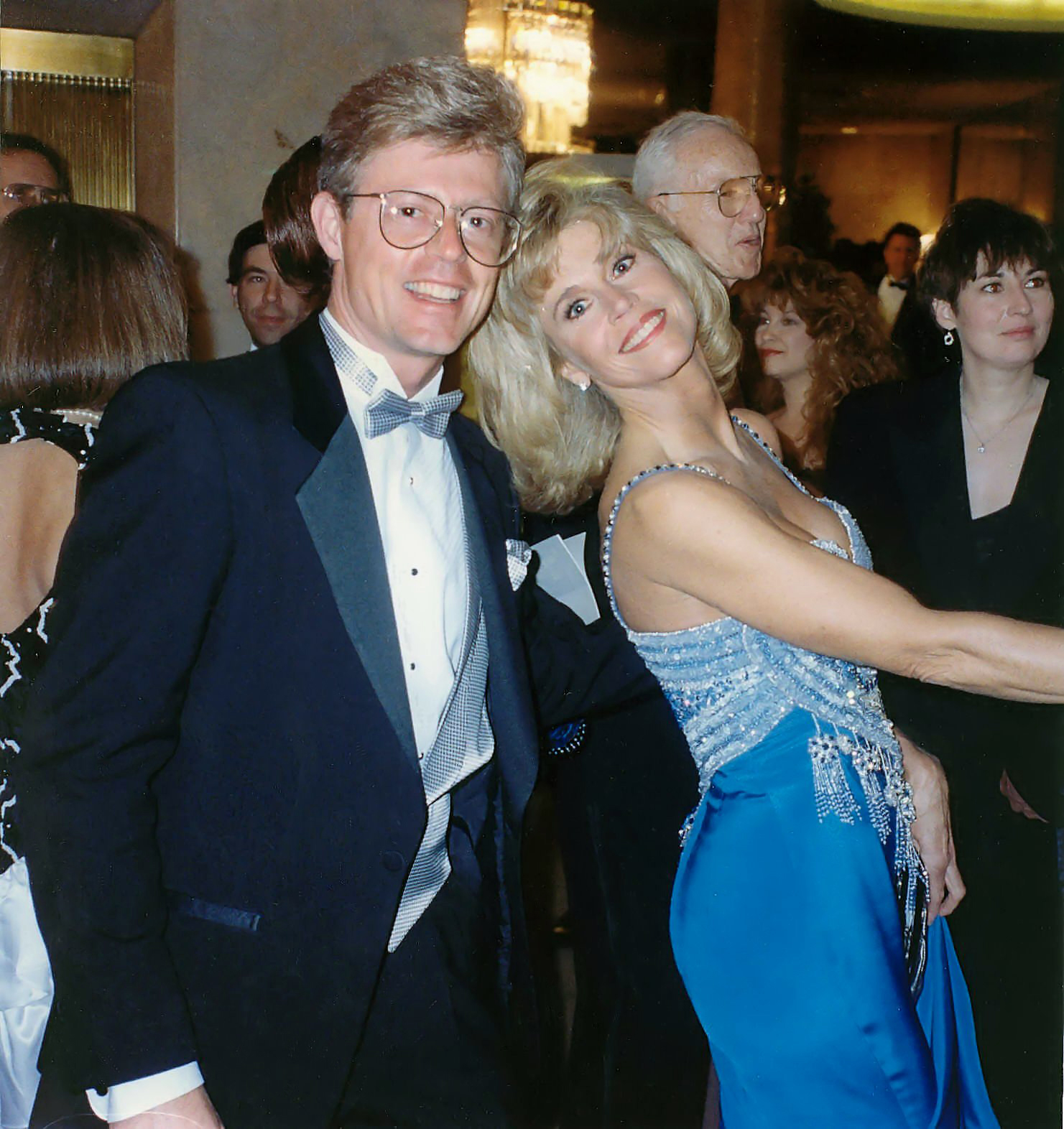
Fonda amb el fotògraf Alan Light en els Premis Oscar de 1989.

El 1980, Fonda va actuar entre Com eliminar el seu cap amb Lily Tomlin i Dolly Parton. La pel·lícula va tenir un gran succés de crítica i de taquilla, i va ser la segona estrena amb més ingressos de l'any. Fonda feia temps que volia treballar amb el seu pare, amb l'esperança que ajudés la tensió de llur relació. Va aconseguir aquest objectiu quan va comprar els drets de pantalla de l'obra On Golden Pond, específicament per al seu pare i per a ella. La ruptura pare-filla representada a la pantalla va ser paral·lela a la relació de la vida real entre les dues Fonda; finalment van esdevenir el primer duet pare-filla que va obtenir nominacions als Oscar (Jane va obtenir la seva primera nominació a l'Oscar a la millor actriu secundària) pels seus papers en aquest film. A On Golden Pond, que també va tenir com a protagonista la quatre vegades guanyadora de l'Oscar, Katharine Hepburn, va portar Henry Fonda el seu únic Oscar al millor actor, que Jane va acceptar en nom seu, ja que era malalt i no podia sortir de casa. Va morir cinc mesos després.
Fonda va continuar apareixent en llargmetratges al llarg de la dècada de 1980, guanyant un premi Emmy a l'actriu principal destacada per The Dollmaker (1984) i protagonitzant el paper de la doctora Martha Livingston a Agnès de Déu (1985). L'any següent va interpretar una actriu alcohòlica i sospitosa d'assassinat en el thriller de 1986 L'endemà al matí, al costat de Jeff Bridges. En preparació per al seu paper, Fonda va modelar el personatge amb l'estrella Gail Russell, que, amb 36 anys, va ser trobada morta al seu apartament, entre ampolles de licor buides. Escrivint per a The New Yorker, Pauline Kael va felicitar Fonda per haver donat «una actuació amb veu dura i bruta que té alguns dels càrrecs de la seva Bree a Klute, el 1971». Per la seva interpretació, va ser nominada a un altre Oscar a la millor actriu. Va acabar la dècada apareixent a Gringo vell. Durant molts anys, Fonda va prendre classes de ballet per mantenir-se en forma, però després de fracturar-se el peu mentre filmava La síndrome de la Xina, ja no hi va poder participar. Per compensar, va començar a participar en exercicis d'aeròbic i enfortiment sota la direcció de Leni Cazden.
Leni Workout es va convertir en Jane Fonda Workout, que va començar una segona carrera per a ella, que va continuar durant molts anys. Aquesta va ser considerada una de les influències que va iniciar la moda del fitness entre els baby boomers, que es va apropar a l'edat mitjana. El 1982, Fonda va llançar un primer vídeo d'exercicis, titulat Jane Fonda's Workout, inspirat en el seu llibre més venut, Jane Fonda's Workout Book. Amb més d'un milió de còpies Jane Fonda Workout va ser el vídeo casolà més venut dels propers anys. El llançament del vídeo va portar molta gent a comprar el llavors nou VCR per guaitar i entrenar-se a casa. Els vídeos de l'exercici van ser dirigits per Sidney Galanty, que va produir el primer vídeo i onze més després. Posteriorment va llançar 23 vídeos d'entrenament amb la sèrie que venia un total de 17 milions de còpies, més que qualsevol altra sèrie d'exercicis. Va publicar cinc llibres d'entrenament i tretze programes d'àudio fins al 1995. Després d'un parèntesi de quinze anys, va llançar dos nous vídeos de fitness en DVD el 2010, dirigits a un públic més gran.

### Anys 1990
El 1990 va protagonitzar el drama romàntic Iris i Stanley (1990) amb Robert De Niro, que va ser la seva última pel·lícula durant quinze anys. Ambdues pel·lícules no van sortir bé a la taquilla i, tot i rebre crítiques mitigades vers negatives, Vincent Canby va elogiar l'actuació de Fonda com a vídua Iris, «els recursos cada vegada més rics de Fonda com a actriu són evidents en abundància aquí. Fins i tot van superar la consciència que, just a sota de la roba esglaonada d'Iris, hi ha un cos ferm i perfectament modelat que s'ha convertit en una indústria multimilionària.» El 1991, després de tres dècades al cinema, Fonda va anunciar que es retiraria de la indústria del cinema.

### Anys 2000

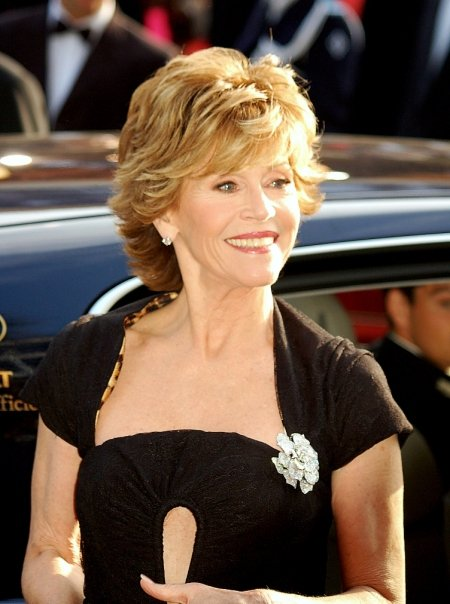
Fonda a l'estrena de Promise Me This en el Festival de Cinema de Cannes de 2007

El 2005, va tornar a la pantalla amb l'èxit de taquilla La mare del nuvi, protagonitzada per Jennifer Lopez. Dos anys després, Fonda va protagonitzar el drama dirigit per Garry Marshall Georgia Rule al costat de Felicity Huffman i Lindsay Lohan. Georgia Rule fou criticada per la crítica, però AO Scott, del The New York Times, va considerar que la pel·lícula pertanyia a Fonda i al seu company de repartiment Lohan, abans d'escriure: la seva reputació d'absolut humor li serveix molt aquí, però és la seva calidesa i el moment còmic que fan que Geòrgia sigui més que una broma provincial».
El 2009, Fonda va tornar a Broadway per primera vegada des del 1963, hi va interpretar Katherine Brandt a les 33 variacions de Moisés Kaufman. En una revisió mixta, Ben Brantley, del New York Times, va elogiar la «claredat en capes» de Fonda i la seva «aura de bruscesa
 assetjada que flirteja intensament amb el fantasma de la seva presència de pantalla jove i enfrontada com a dona jove. Per als que van créixer encantats a la imatge de la pantalla de la senyora Fonda, és difícil no respondre a la seva actuació aquí, en algun nivell, com a record personal.» Amb aquesta actuació va obtenir una nominació al premi Tony a la millor actriu en una obra de teatre.

### Anys 2010

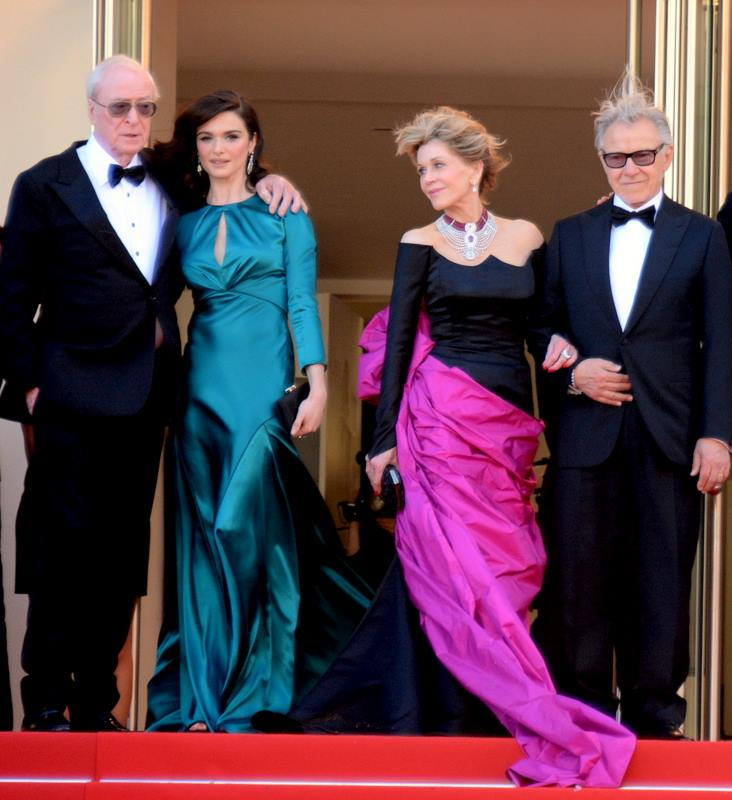
Michael Caine, Rachel Weisz, Fonda, i Harvey Keitel a l'estrena de Youth en el Festival de Cinema de Canes de 2015.

Fonda va filmar una segona pel·lícula en francès quan va tenir un paper principal en el drama All Together del 2011. El mateix any va protagonitzar al costat de Catherine Keener a Peace, Love & Misunderstanding, interpretant una àvia hippie. El 2012, Fonda va començar a exercir un paper recurrent com a Leona Lansing, directora general d'una important empresa de mitjans de comunicació, en el drama polític original The Newsroom d'HBO. El seu paper va continuar durant les tres temporades del programa i Fonda va rebre dues nominacions als Emmy com a actriu convidada destacada en una sèrie dramàtica.
El 2013, Fonda va tenir un petit paper a The Butler, interpretant a la primera dama Nancy Reagan. L'any següent va tenir més treballs cinematogràfics, apareixent a les comèdies Better Living Through Chemistry i I aquí us deixo. També va donar veu a un personatge a Els Simpson. Va interpretar una diva d'actors a Youth de Paolo Sorrentino el 2015, per la qual va obtenir una nominació al Globus d'Or. També va aparèixer a De pares a filles (2015) amb Russell Crowe.
Fonda apareix com a coprotagonista de la sèrie Netflix, Grace and Frankie. Ella i Lily Tomlin interpreten dones envellides els marits dels quals revelen que estan enamorades. El rodatge de la primera temporada es va completar el novembre de 2014, i l'espectacle es va estrenar en línia el 8 de maig de 2015. El 2016, Fonda va expressar Shuriki a Elena i el secret d'Avalor.
El juny de 2016, la Campanya pels Drets Humans va publicar un vídeo en homenatge a les víctimes del tiroteig de la discoteca Orlando; al vídeo, Fonda i altres van explicar les històries de les persones que hi van morir.
Fonda va protagonitzar la seva quarta col·laboració amb Robert Redford al drama romàntic Our Souls at Night del 2017. La pel·lícula i l'actuació de Fonda van rebre elogis de la crítica. El 2018 va actuar al costat de Diane Keaton, Mary Steenburgen i Candice Bergen+ a la pel·lícula de comèdia romàntica Book Club. Tot i que va rebre crítiques mixtes, la pel·lícula va ser un gran succés de taquilla que va ingressar 93,4 milions de dòlars contra un pressupost de deu milions de dòlars, tot i estrenar-se el mateix dia que Deadpool 2.
Fonda és l'objecte d'un documental original d'HBO titulat Jane Fonda in Five Acts, dirigit per la documentalista Susan Lacy. Va rebre excel·lents crítiques i cobreix la vida de Fonda des de la infància a través de la seva carrera d'actriu i el seu activisme polític i fins als nostres dies. Es va estrenar a HBO el 24 de setembre de 2018.

## Altres treballs
Durant la dècada de 1960, Jane Fonda es va dedicar a l'activisme polític en suport al moviment pels drets civils i a l'oposició a la guerra del Vietnam. Va donar suport a l'ocupació de la Presó d'Alcatraz, el que va ser vista com un intent de cridar l'atenció pels temes dels Pobles indígenes d'Amèrica. Com activista política va actuar a favor dels drets civils americans i en oposició a la guerra del Vietnam en aquest segon aspecte va ser molt criticada quan va aparèixer unes imatges seves al Vietnam del nord comunista muntada sobre un aparell de guerra.
Durant molts anys també ha estat partidària de les causes feministes, però de la mateixa manera va ser una de les primeres icones nord-americanes en promoure la cura del cos mitjançant la pràctica d'exercici a casa. Va difondre l'aeròbic, editant videos sobre rutines d'exercicis, i encara actualment promociona productes de bellesa per a la dona gran.

### Activisme polític
Durant la dècada de 1960, Fonda es va dedicar a l'activisme polític en suport del Moviment pels Drets Civils i en oposició a la Guerra del Vietnam. Les visites de Fonda a França la van posar en contacte amb intel·lectuals francesos d'esquerres que s'oposaven a la guerra, una experiència que més tard va caracteritzar com a «comunisme petit-c». Juntament amb altres celebritats, va donar suport a l'ocupació de l'illa Alcatraz per part dels indis americans el 1969, que tenia la intenció de cridar l'atenció sobre els fracassos del govern pel que fa als drets dels tractats i al moviment per a una major sobirania índia.
Va donar suport a Huey Newton i les panteres negres a principis dels anys setanta, afirmant: «La revolució és un acte d'amor; som fills de la revolució, nascuts per ser rebels. Corre a la nostra sang». Va anomenar les Panteres Negres «la nostra avantguarda revolucionària ... Hem de donar-los suport amb amor, diners, propaganda i risc». Ha estat implicada en el moviment feminista des dels anys setanta i coincideix amb el seu activisme a favor dels drets civils.

### Oposició a la guerra de Vietnam

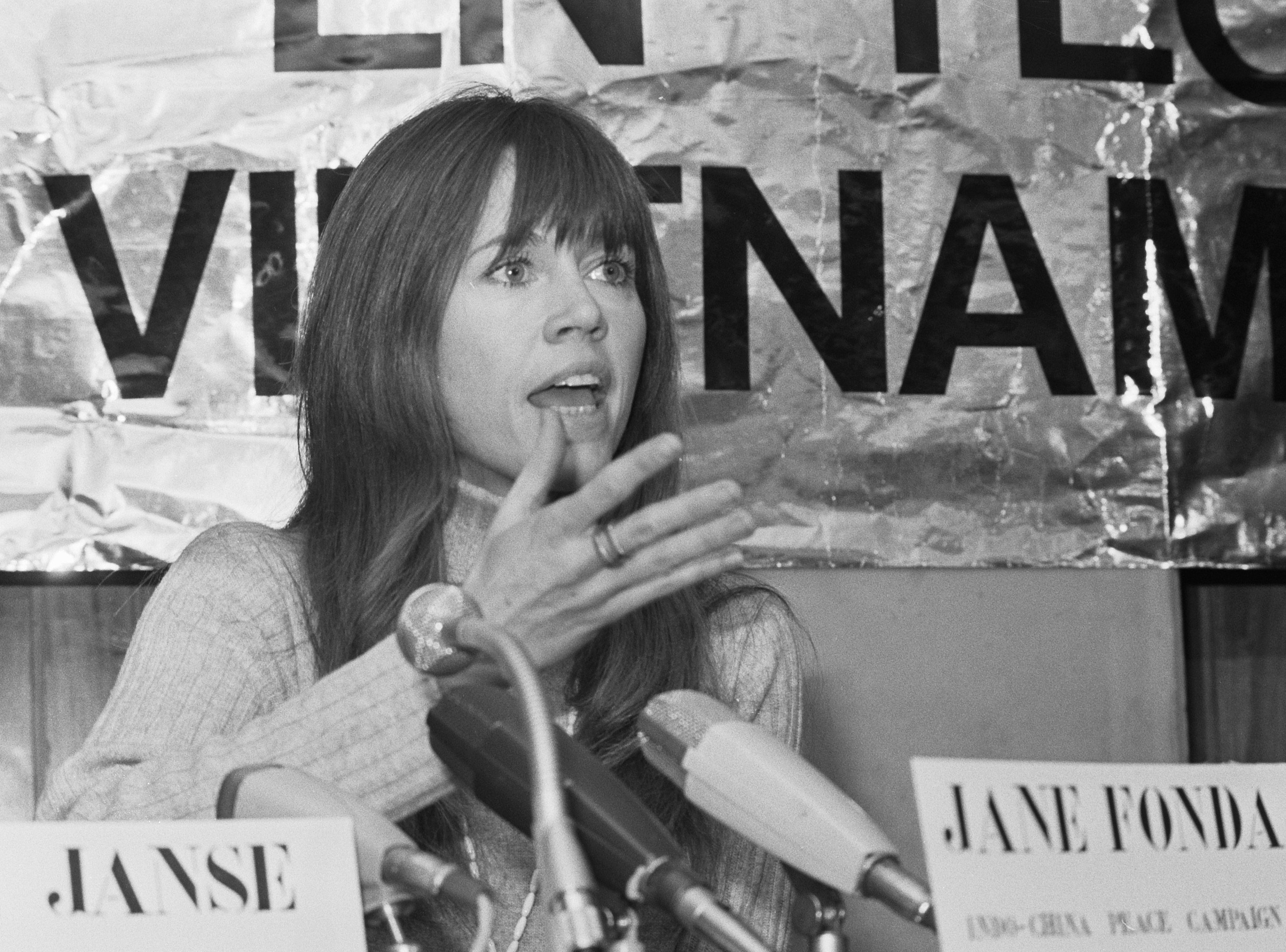
Fonda en una conferència en contra de la guerra del Vietnam als Països Baixos, l'any 1975

L'abril de 1970, Fonda, amb Fred Gardner i Donald Sutherland, van formar la gira del TLC («Free The Army», una obra de teatre amb l'expressió de la tropa «Fuck The Army»), un programa de carreteres contra la guerra dissenyat com a resposta a la USO de Bob Hope gira. La gira, descrita com «vodevil polític» per Fonda, va visitar ciutats militars de la costa oest amb l'objectiu d'establir un diàleg amb els soldats sobre els seus propers desplegaments al Vietnam. El diàleg es va convertir en una pel·lícula (F.T.A.) que contenia crítiques fortes i sinceres de la guerra per part de militars i dones de servei; es va llançar el 1972.
El 4 de maig de 1970, Fonda va comparèixer davant una assemblea a la Universitat de Nou Mèxic, a Albuquerque, per parlar sobre G.I. drets i qüestions. El final de la seva presentació es va trobar amb un silenci desconcertant fins que el poeta Beat, Gregory Corso, va pujar a l'escenari. Borratxo, Corso va desafiar Fonda amb una lletra expletiva de quatre lletres: per què no havia abordat el tiroteig de quatre estudiants a l'estat de Kent per part de la Guàrdia Nacional d'Ohio, que acabava de tenir lloc? Fonda en la seva autobiografia va tornar a revisar l'incident: «Em va sorprendre la notícia i em vaig sentir com un ximple». El mateix dia, es va unir a una marxa de protesta a casa del president de la universitat, Ferrel Heady. Els manifestants es deien a si mateixos «Disparen als estudiants, no?» - una referència a la pel·lícula recentment estrenada de Fonda, «They Shoot Horses, Don't They?», Que s'acabava de projectar a Albuquerque.
Va donar suport a Huey Newton i les panteres negres a principi dels anys setanta, amb aquest argument: «La revolució és un acte d'amor; som fills de la revolució, nascuts per ser rebels. Corre a la nostra sang». Va anomenar les Panteres Negres «la nostra avantguarda revolucionària… Hem de donar-los suport amb amor, diners, propaganda i risc». Ha estat implicada en el moviment feminista des dels anys setanta i coincideix amb el seu activisme a favor dels drets civils.
El mateix any, Fonda es va pronunciar en contra de la guerra en una concentració organitzada per Vietnam Veterans Against the War (VVAW) a Valley Forge, Pennsilvània. Es va oferir a ajudar a recaptar fons per a VVAW i va ser guardonada amb el títol de Coordinadora Nacional Honorària. El 3 de novembre de 1970, Fonda va iniciar una gira pels campus universitaris on va recaptar fons per a l'organització. Com va assenyalar The New York Times, Fonda va ser un «patró principal» del VVAW.

### Visita a Hanoi
Entre el 1965 i el 1972, gairebé tres-cents nord-americans, principalment activistes pels drets civils, professors i pastors, van viatjar al Vietnam del Nord per conèixer de primera mà la situació de guerra amb els vietnamites. Els mitjans de comunicació dels Estats Units van proporcionar principalment un punt de vista dels Estats Units, i els viatgers nord-americans al Vietnam eren assetjats rutinàriament en tornar als Estats Units. Fonda també va visitar Vietnam, viatjant a Hanoi el juliol de 1972 per observar de primera mà els danys provocats pel bombardeig als dics. Després de recórrer i fotografiar sistemes de dic al Vietnam del Nord, va dir que els Estats Units s'havien dirigit intencionadament al sistema de dic al llarg del riu Roig. El columnista Joseph Kraft, que també era de gira al Vietnam del Nord, va dir que creia que els danys als dics eren incidentals i que Hanoi els utilitzava com a propaganda i que, si la Força Aèria dels Estats Units «realment anés després dels dics, ho faria» d'una manera metòdica, no harum-scarum». L'ambaixador de Suècia a Vietnam, però, va observar els danys de les bombes als dics i el va descriure com a «metòdic». Altres periodistes van informar que els atacs estaven «dirigits a tot el sistema de dics».
Fonda es va fotografiar assegut en un canó antiaeri nord-vietnamita; la foto va indignar molts nord-americans, i li va valer el sobrenom de «Hanoi Jane». En la seva autobiografia del 2005, va escriure que va ser manipulada per estar asseguda a la bateria; s'havia horroritzat davant les implicacions de les imatges. En una entrada del 2011 al seu lloc web oficial, Fonda va explicar:
«Va passar el meu darrer dia a Hanoi. Estava esgotat i emocionat després de la visita de dues setmanes […] El traductor em va dir que els soldats volien cantar-me una cançó. Va traduir mentre cantaven. Era una cançó sobre el dia que «l'oncle Ho» va declarar la independència del seu país a la plaça Ba Dinh de Hanoi. Vaig escoltar aquestes paraules: «Tots els homes són creats iguals; se'ls atorga certs drets; entre aquests hi ha la vida, la llibertat i la felicitat. Aquestes són les paraules que Ho va pronunciar en la cerimònia històrica. Vaig començar a plorar i a aplaudir. Aquests joves no haurien de ser el nostre enemic. Celebren les mateixes paraules que fan els nord-americans «. Els soldats em van demanar que cantés per ells ... Vaig memoritzar una cançó anomenada 'Day Ma Di', escrita per estudiants sud-vietnamites contra la guerra. Sabia que el matava, però tothom semblava encantat de fer l'intent. He acabat. Tothom riallava i aplaudia, inclòs jo […]Aquí teniu el millor i honest record del qual va passar: algú (no recordo qui) em va portar cap a l'arma i em vaig asseure, encara rient, encara aplaudint. Tot no tenia res a veure amb on estava assegut. Ni tan sols vaig pensar on estava assegut. Les càmeres van parpellejar […] És possible que fos una instal·lació, que els vietnamites ho tinguessin tot previst. Mai ho sabré. Però si ho van fer, no els puc culpar. El dòlar s'atura aquí. Si m'acostumava, permetria que passés ... Un lapse de seny de dos minuts que em perseguirà per sempre […] Però la foto existeix, enviant el seu missatge independentment del que feia o sentia. Porto això pesat al cor. He demanat disculpes diverses vegades pel dolor que pogués haver causat als militars i les seves famílies a causa d'aquesta fotografia. Mai no vaig ser la meva intenció causar danys.»
Fonda va emetre ràdio a Hanoi Radio durant la seva gira de dues setmanes, descrivint les visites a pobles, hospitals, escoles i fàbriques que havien estat bombardejades i denunciant la política militar dels Estats Units. Durant el transcurs de la visita, Fonda va visitar presoners de guerra estatunidencs (PDGs) i els va retornar missatges a les seves famílies. Quan l'administració de Nixon va publicar més tard les històries de tortures sobre presos de guerra retornats, Fonda va dir que aquells que feien aquestes afirmacions eren «hipòcrites i mentiders i peons», i va afegir sobre els presoners que va visitar: «No eren homes que havien estat torturats. Aquests no eren homes que havien passat gana. No eren homes que s'havien rentat el cervell». A més, Fonda va dir al The New York Times el 1973: «Estic segur que hi va haver incidents de tortura […] Els pilots que deien que era la política dels vietnamites i que era sistemàtica, crec que això és mentida». Les seves visites al camp de presoners de guerra van provocar rumors persistents i exagerats que es van repetir àmpliament i van continuar circulant per l'Internet dècades després. Fonda, així com els anomenats prisioners de guerra, han negat els rumors i les entrevistes posteriors amb els prisioners de guerra van mostrar que aquestes acusacions eren falses; les persones nomenades mai no havien conegut Fonda.
El 1972, Fonda va ajudar a finançar i organitzar la Campanya de Pau d'Indoxina, que va continuar mobilitzant activistes contra la guerra als EUA després de l'Acord de pau de París de 1973, fins al 1975 quan els Estats Units es van retirar del Vietnam.
A causa de la seva gira pel Vietnam del Nord durant la guerra i els rumors posteriors, el ressentiment contra ella persisteix entre alguns veterans i militars dels EUA. Per exemple, quan una plebe de l'Acadèmia Naval dels Estats Units va cridar ritualment «Bona nit, Jane Fonda!», tota la companyia de militars plebes, que encara no havia nascut quan Fonda va protestar contra la guerra del Vietnam, va respondre «Bona nit, gossa!" Des de llavors, aquesta pràctica ha estat prohibida pels procediments operatius de Plebe Summer Standard de l'acadèmia. El 2005, Michael A. Smith, un veterà de la Marina dels Estats Units, va ser arrestat per conducta desordenada a Kansas City, Missouri, després d'haver escopit tabac de mastergar a la cara de Fonda durant un acte de signatura de llibres per a la seva autobiografia, My Life So Far. Va dir als periodistes que «el considerava un deute d'honor», i va afegir que «ens va escopir a la cara durant trenta-set anys. Va valer la pena. Hi ha molts veterans als quals els encantaria fer el que jo vaig fer». Fonda es va negar a presentar acusacions.

### Lamentacions
En una entrevista de 1988 amb Barbara Walters, Fonda va expressar el seu pesar per alguns dels seus comentaris i accions. Hi va dir:
«M'agradaria dir alguna cosa, no només als veterans del Vietnam a Nova Anglaterra, sinó als homes que eren al Vietnam, a qui vaig ferir o al dolor que vaig fer aprofundir per coses que vaig dir o vaig fer. Intentava ajudar a eliminar l'assassinat i la guerra, però hi va haver ocasions en què vaig ser irreflexiu i descuidat al respecte i em sap greu haver-los fet mal. Les vull demanar disculpes a ells i les seves famílies. […] Moriré lamentant la fotog de mi amb un canó antiaeri, que sembla que intentés disparar contra avions americans. Vaig fer mal a molts soldats. Vaig galvanitzar aquesta hostilitat. Va ser el més horrible que podria haver fet. Va ser senzillament irreflexiu.»
En una llarga entrevista el 31 de març de 2005, Fonda va reiterar que es sabia greu del seu viatge a Vietnam del Nord el 1972, a excepció de la foto antiaèria. Va afirmar que l'incident va ser una «traïció» de les forces americanes i del «país que em va donar privilegis». Fonda va dir: «La imatge de Jane Fonda, Barbarella, la filla de Henry Fonda […] Asseguda sobre un canó de l'avió enemic va ser una traïció […] el lapse de judici més gran que fins i tot puc imaginar». Més tard, va distingir entre el pesar per l'ús de la seva imatge com a propaganda i l'orgull pel seu activisme contra la guerra: «Hi ha centenars de delegacions nord-americanes que s'havien reunit amb els presoners de guerra. Ambdues parts utilitzaven els presos de guerra per fer propaganda… No és una cosa que demano disculpes». Fonda va dir que no es lamentava de les emissions que va fer a Ràdio Hanoi, cosa que va demanar als nord-vietnamites: «El nostre govern ens mentia i els homes morien a causa d'això i sentia que havia de fer tot el que pogués. per exposar les mentides i ajudar a posar fi a la guerra».

### Detenció del 1970
El 3 de novembre de 1970, Fonda va ser detinguda per les autoritats a l'aeroport internacional de Cleveland Hopkins per sospita de tràfic de drogues. El seu equipatge va ser escorcollat quan va tornar als Estats Units després d'una gira de parla universitària contra la guerra al Canadà, i es van confiscar diversos petites bosses que contenien pastilles.[…] Tot i que Fonda va protestar perquè les pastilles eren vitamines inofensives, la policia la va arrestar i després deixar en llibertat. Fonda va al·legar que l'agent arrestador li va dir que actuava per ordres directes de la Casa Blanca de Nixon. Segons va escriure el 2009, «els vaig dir què eren les vitamines, però van dir que rebien ordres de la Casa Blanca. Crec que esperaven que aquest» escàndol «fes que es cancel·lessin els discursos de la universitat i que arruïnés la meva respectabilitat. Després que les proves de laboratori confirmessin que les píndoles eren vitamines, es van retirar les càrregues amb poca atenció mediàtica.
El tiroteig de Fonda de la detenció, en què aixeca el puny en senyal de solidaritat, s'ha convertit des de llavors en una imatge àmpliament publicada de l'actriu. Es va utilitzar com a imatge del cartell del documental de HBO del 2018 «Jane Fonda in Five Acts», amb una cartellera gegant que lluïa la imatge erigida a Times Square el setembre del 2018. El 2017, va començar a vendre mercaderies amb la seva imatge de tassa per beneficiar la Campanya de Geòrgia pel poder i el potencial dels adolescents.

### Causes feministes

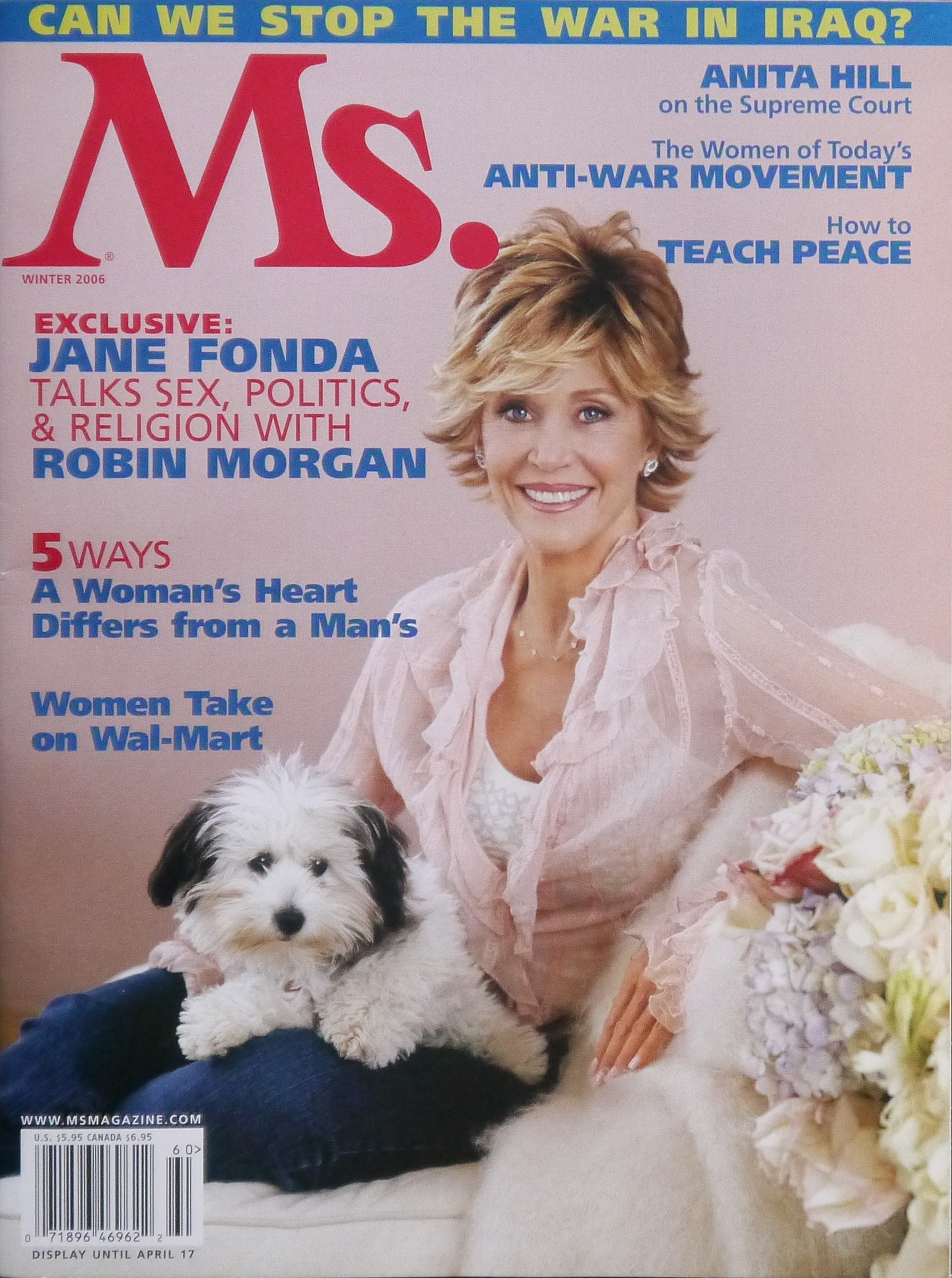
Fonda en la portada de la revista Ms. l'any 2006

El març de 2017, en una entrevista amb Brie Larson, publicada per la revista People, Fonda va dir: «Una de les grans coses que ha fet el moviment de dones és fer-nos adonar que la violació i l'abús no són culpa nostra. Ens van violar i no està bé». […] «M'han violat, he estat maltractada sexualment de petita i m'han acomiadat perquè no dormiria amb el meu cap». […] «Sempre vaig pensar que era culpa meva; que no vaig fer ni vaig dir el correcte. Conec noies joves que han estat violades i ni tan sols sabien que era una violació. Ells pensen que» deu haver-hi ha estat perquè he dit que «no» pel camí equivocat».
A través del seu treball, Fonda volia ajudar les víctimes d'abús «a adonar-se que [la violació i l'abús] no són culpa nostra». El seu difícil passat la va portar a convertir-se en una activista tan apassionada pels drets de les dones. L'actriu és una activa defensora del moviment V-Day, que treballa per aturar la violència contra les dones i les nenes. El 2001 va fundar el Centre de Salut Reproductiva de l'Adolescent Jane Fonda, que actua per a prevenir l'embaràs de les adolescents. Va ser víctima de la «malaltia per complaure» en els seus primers anys de vida, que va patir moltes dones nord-americanes de la seva generació. Fonda va revelar el 2014 que la seva mare, Frances Ford Seymour, va ser abusada sexualment de manera recurrent a tan sols vuit anys, i això pot haver provocat el seu suïcidi quan Jane tenia dotze anys.
Fonda des de fa molt de temps defensa les causes feministes, inclòs el V-Day, un moviment per aturar la violència contra les dones, inspirat en l'èxit de Broadway Els monòlegs de la vagina, del qual és presidenta honorària. Va participar en la primera cimera del 2002, que va reunir la fundadora Eve Ensler, dones afganeses oprimides pels talibans i una activista kenyana que feia campanyes per salvar les nenes de la mutilació genital.
El 2001 va fundar el Centre Jane Fonda per a la Salut Reproductiva de l'Adolescent a la Universitat Emory d'Atlanta per ajudar a prevenir l'embaràs de les adolescents mitjançant programes de formació.
El 16 de febrer de 2004, Fonda va dirigir una marxa per Ciudad Juárez, amb Sally Field, Eve Ensler i altres dones, instant Mèxic a donar prou recursos als oficials per ajudar a investigar els assassinats de centenars de dones a la ciutat fronterera. El 2004, també va ser mentora del primer repartiment totalment transgènere de The Vagina Monologues.
Els dies previs a les eleccions del 17 de setembre del 2006, Fonda va anar a Suècia per donar suport al nou partit polític Iniciativa Feminista en la seva campanya electoral.
A My Life So Far, Fonda escriu que considera que el patriarcat és perjudicial tant per als homes com per a les dones i que durant molts anys va témer anomenar-se feminista perquè creia que totes les feministes eren «antihomes». Però ara, amb una major comprensió del patriarcat, sent que el feminisme és beneficiós tant per als homes com per a les dones, i que «encara estima els homes», i va afegir que quan es va divorciar de Ted Turner, sentia que també s'havia divorciat del món de patriarcat i estava molt feliç d'haver-ho fet.
L'abril del 2016, Fonda va dir que, tot i que estava «contenta» que Bernie Sanders es presentés a les primàries, però va predir que Hillary Clinton es convertiria en la primera presidenta, la victòria de la qual Fonda creia que provocaria una «reacció violenta». Fonda va continuar dient que cal «ajudar els homes a entendre per què estan tan amenaçats i canviar la nostra manera de veure el masclisme».

### Nadius americans
Fonda va anar a Seattle, el 1970, per donar suport a un grup de nadius americans dirigits per Bernie Whitebear. El grup havia ocupat part del recinte de Fort Lawton, que era en procés de ser superat per l'exèrcit dels Estats Units i convertit en un parc. El grup intentava assegurar una base terrestre on poguessin establir serveis per a la considerable població indi urbana local, protestant que «els indis tenien dret a una part de la terra que originalment les pertanyia». El Centre Cultural Star es va construir al Discovery Park de la ciutat.
A més de raons mediambientals, Fonda ha criticat els oleoductes construïts sense consentiment pel Native American Land. El 2017, Fonda va respondre al mandat del president nord-americà Donald Trump de reprendre la construcció del controvertit oleoducte de Dakota del Nord dient que Trump «ho fa il·legalment perquè no ha obtingut cap consentiment de les tribus pels països que travessa» i va criticar que «els Estats Units han acordat tractats que requereixen el consentiment de les persones afectades, els indígenes que hi viuen».

### Conflicte israelià-palestí
El desembre de 2002, Fonda va visitar Israel i Cisjordània en el marc d'una gira centrada en la violència contra les dones. Va manifestar-se amb Dones de negre contra l'ocupació israeliana de Cisjordània i la Franja de Gaza davant de la residència del primer ministre israelià. Més tard, va visitar metges jueus i àrabs i pacients en un hospital de Jerusalem, seguida de visites a Ramal·lah per veure un centre de rehabilitació física i un camp de refugiats palestins. Va ser desconcertada per tres membres de Women in Green quan va arribar a reunir-se amb les principals feministes israelianes.
El setembre de 2009, va ser una de les més de 1.500 signants d'una carta per protestar contra el focus del Festival Internacional de Cinema de Toronto de Tel-Aviv el 2009. La carta de protesta deia que el punt de mira de Tel-Aviv formava part de la «màquina de propaganda israeliana» perquè estava recolzat en part pel finançament del govern israelià i havia estat descrit pel cònsol general israelià Amir Gissin com a part d'una campanya de Brand Israel. Pretenia apartar l'atenció del conflicte d'Israel amb els palestins. Altres signants van ser l'actor Danny Glover, el músic David Byrne, el periodista John Pilger i els autors Alice Walker, Naomi Klein i Howard Zinn.
Fonda, a The Huffington Post, va dir que lamentava una mica del llenguatge utilitzat a la carta de protesta original i que «potser es va entendre massa fàcilment. Sens dubte s'ha desvirtuat enormement. Contràriament a les mentides que s'han difós, la carta de protesta va ser no demonitzant les pel·lícules i cineastes israelians». Ella va continuar, escrivint «el més gran» re-brànding «d'Israel seria celebrar el moviment de pau de valent, valent i robust de la resta del país, ajudant a posar fi al bloqueig de Gaza mitjançant negociacions amb totes les parts del conflicte i aturant l'expansió. Aquesta és la manera de demostrar el compromís d'Israel amb la pau, no pas una campanya de relacions públiques. No hi haurà una solució de dos estats tret que això passi." Fonda va destacar que ella,» de cap manera, recolza [s] la destrucció d'Israel. Estic a favor de la solució de dos estats. He estat a Israel moltes vegades i estimo el país i la seva gent." Diversos jueus destacats d'Atlanta van signar posteriorment una carta a The Huffington Post per rebutjar la vilipendia de Fonda, que van descriure com «un fort defensor i amic d'Israel».

### Oposició a la guerra de l'Iraq
Fonda va argumentar que la campanya militar a l'Iraq convertirà la gent de tot el món contra Amèrica i va afirmar que un odi mundial cap als Estats Units resultaria en més atacs terroristes després de la guerra. El juliol del 2005, Fonda va anunciar els plans per fer una gira en autobús contra la guerra el març del 2006 amb la seva filla i diverses famílies de veterans militars, dient que alguns veterans de guerra que havia conegut durant la seva gira de llibres l'havien instat a parlar contra la Guerra de l'Iraq. Més tard va cancel·lar la gira a causa de la preocupació que desviaria l'atenció de l'activisme de Cindy Sheehan.
El setembre del 2005, Fonda tenia previst unir-se al polític i activista britànic George Galloway en dues parades de la seva gira de llibres als Estats Units: Chicago i Madison, Wisconsin. Va cancel·lar les seves aparicions a l'últim moment, citant instruccions dels seus metges per evitar viatges després d'una recent cirurgia de maluc.
El 27 de gener de 2007, Fonda va participar en una concentració i marxa contra la guerra celebrada al National Mall de Washington, D.C., declarant que «el silenci ja no és una opció». Va parlar en una concentració contra la guerra aquell mateix dia al Memorial de la Marina, on membres de l'organització Free Republic van fer piquets en una contra protesta.

### Fonda i Kerry
A les eleccions presidencials de 2004, el seu nom es va utilitzar com a epítet despectiu contra John Kerry, un antic líder de VVAW, que llavors era el candidat a la presidència del Partit Demòcrata. El president del Comitè Nacional Republicà, Ed Gillespie, va qualificar Kerry de «demòcrata de Jane Fonda». Els opositors de Kerry també van fer circular una fotografia que mostrava Fonda i Kerry entre la mateixa gran multitud en una concentració contra la guerra del 1970, tot i que estaven separades diverses files. També es va difondre una fotografia composta falsificada, que feia una falsa impressió que els dos havien compartit la plataforma d'un altaveu.

### Ecologisme
El 2015, Fonda va desaprovar que el president Barack Obama permetés la perforació àrtica (exploració de petroli a l'Àrtida) al Festival de Cinema de Sundance. El juliol, va marxar en una protesta de Toronto anomenada «Marxa per a l'ocupació, la justícia i el clima», que va ser organitzada per desenes d'organitzacions, sindicats i activistes ecologistes, inclosa l'autora canadenca Naomi Klein. La marxa tenia com a objectiu mostrar tant a les empreses com als polítics que el canvi climàtic és intrínsecament lligat a qüestions que a primera vista semblen no relacionades.
A més de qüestions de drets civils, Fonda s'ha oposat a l'explotació del petroli i als seus efectes adversos sobre el medi ambient. El 2017, mentre feia un viatge amb Greenpeace per protestar contra l'evolució del petroli, Fonda va criticar el primer ministre canadenc Justin Trudeau, que va dir a la cimera sobre el canvi climàtic de París, coneguda com l'acord de París, tractat sobre el clima i respectar i complir els tractats amb els pobles indígenes […] I, tanmateix, ha traït totes les coses que va comprometre a París».
L'octubre de 2019, Fonda va ser arrestada tres vegades en setmanes consecutives per protestar contra el canvi climàtic fora del Capitoli dels Estats Units a Washington DC. Va ser arrestada amb membres del grup Oil Change International l'11 d'octubre, amb Grace i Frankie co-estrella Sam Waterston el 18 d'octubre i amb l'actor Ted Danson el 25 d'octubre. L'1 de novembre, Fonda va ser arrestada per quart divendres consecutiu; també van ser arrestades Catherine Keener i Rosanna Arquette. El 5 de desembre, Fonda va explicar la seva posició en un article al New York Times.

### Escrits

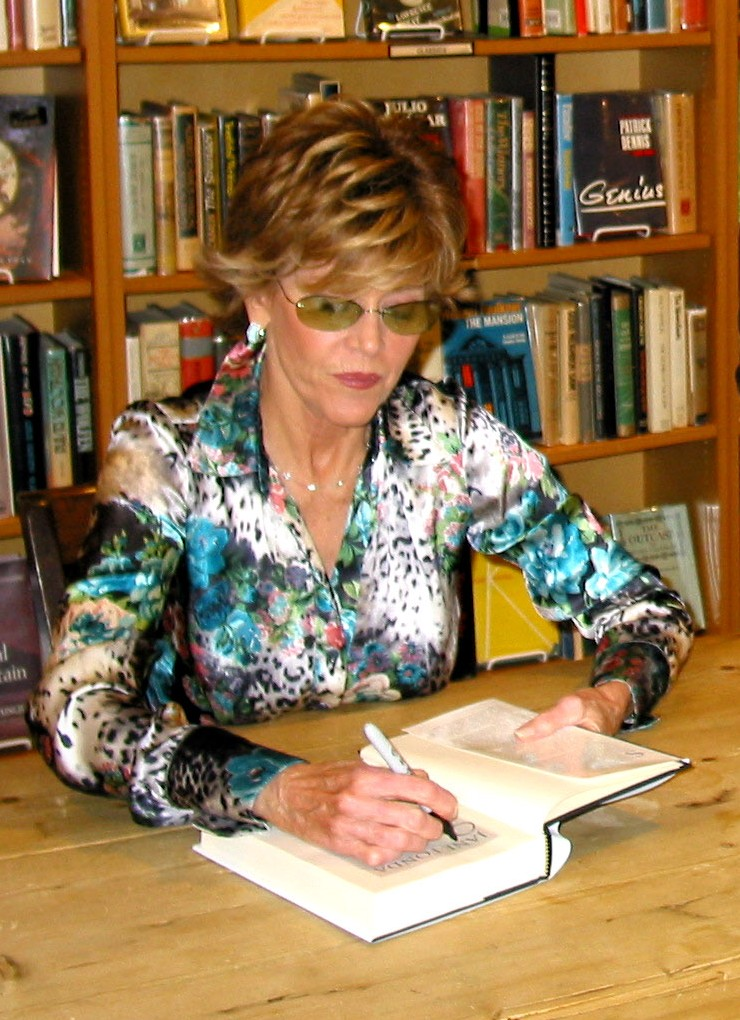
Jane Fonda signant llibres l'any 2005

El 5 d'abril de 2005, Random House va publicar l'autobiografia My Life So Far. El llibre descriu la seva vida com una sèrie de tres actes, de trenta anys cadascun, i declara que el seu tercer «acte» serà el més significatiu, en part pel seu compromís amb la religió cristiana, i que determinarà les coses per a les quals serà recordada.
L'autobiografia va ser ben rebuda pels crítics que troben que era «tan seductora i embogidora com la mateixa Jane Fonda» en una ressenya al Washington Post, que la va anomenar «un bonic conjunt de contradiccions». El New York Times va qualificar el llibre de «dolorosament punyent».
El gener del 2009, Fonda va començar a fer una crònica del seu retorn a Broadway en un bloc amb publicacions sobre temes que van des de la seva classe de Pilates fins a les pors i l'emoció per la seva nova obra. Fa servir Twitter i té una pàgina a Facebook.
El 2011, Fonda va publicar un nou llibre: Prime Time: amor, salut, sexe, condició física, amistat, esperit, aprofitant al màxim tota la vida. Hi ofereix històries de la seva vida i de la dels altres, donant-li una perspectiva de com viure millor el que anomena «els anys crítics dels 45 i els 50, i especialment dels 60 i més enllà».
El 8 de setembre de 2020, Harper Collins va publicar el llibre, What Can I Do?: The Truth About Climate Change and How to Fix It.

### Filantropia
Les obres benèfiques de Fonda s'han centrat en la joventut i l'ensenyament, la salut reproductiva dels adolescents, el medi ambient, els serveis humans i les arts. Fonda va comercialitzar la seva reeixida línia de vídeos i llibres d'exercicis per finançar la Campaign for Economic Democracy, una organització de pressió de Califòrnia que va fundar amb el seu segon marit Tom Hayden el 1978.
Fonda ha establert la Campanya de Geòrgia pel poder i el potencial dels adolescents (GCAPP) a mitjan anys noranta i la Fundació Família Fonda als noranta. A mitjan 2000, Fonda va fundar la Fundació Jane Fonda el 2004 amb un milió de dòlars propis com a corporació benèfica; Fonda contribueix deu hores setmanals en nom seu. El 2017, va començar a vendre mercaderies que presentaven la seva mugshot
 de detenció de 1970 al seu lloc web, els ingressos dels quals beneficien GCAPP.

## Vigilància governamental
El 2013 es va revelar que Fonda havia estat una dels aproximadament 1.600 nord-americans les comunicacions dels quals havien estat vigilades entre 1967 i 1973 per l'Agència de Seguretat Nacional dels Estats Units (NSA) com a part del Projecte MINARET, un programa que alguns funcionaris de la NSA han qualificat de «discrepable si no francament il·legal». Les comunicacions de Fonda, així com les del seu marit, Tom Hayden, van ser interceptades per la seu central de comunicacions del govern de Gran Bretanya (GCHQ). Segons l'Acord UKUSA, les dades interceptades sobre els nord-americans van ser enviades al govern dels Estats Units.

## Vida íntima

### Casaments i relacions

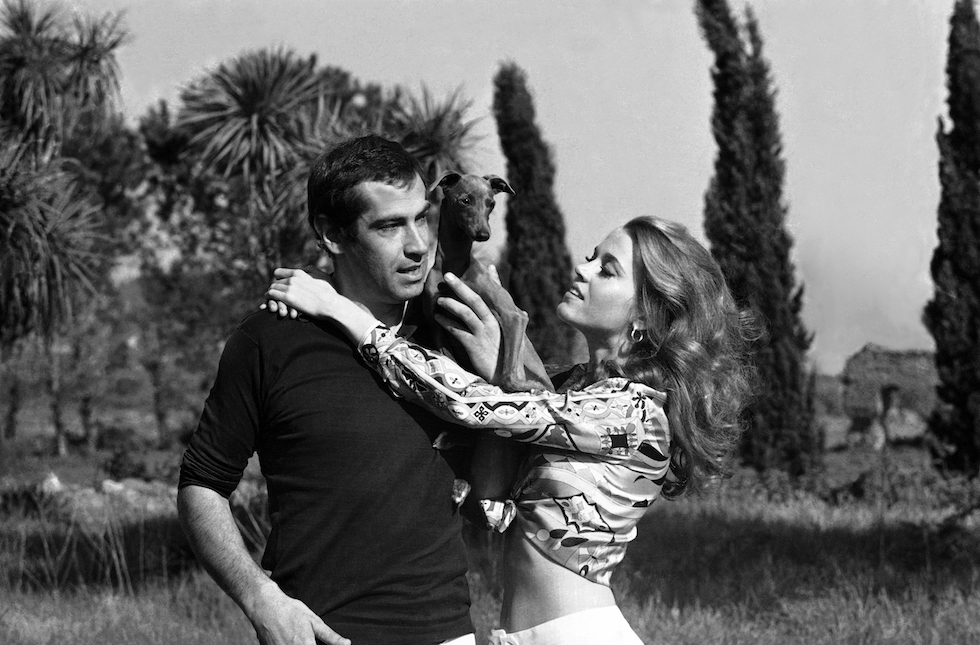
Fonda i el seu primer marit Roger Vadim a Roma, l'any 1967 abans de la gravació de Barbarella (1968).

Fonda va escriure en la seva autobiografia que va perdre la virginitat amb l'actor James Franciscus als divuit anys. A final de la dècada de 1950 i principi dels 1960, va tenir una relació amb l'organitzador de curses automobilístiques Giovanni Volpi, els productors José Antonio Sáinz de Vicuña i Sandy Whitelaw així com els actors Warren Beatty, Peter Mann, Christian Marquand i William Wellman Jr. Fonda ha explicat que durant aquest període, com moltes altres dones solteres de Hollywood, havia fingit sortir ocasionalment amb gais, com els actors Timmy Everett i Andreas Voutsinas.
Fonda i el seu primer marit, el director de cinema francès Roger Vadim, van esdevenir un símbol al desembre de 1963 i es van casar el 14 d'agost de 1965 a l'Hotel Dunes de Las Vegas. La parella va tenir una filla, Vanessa Vadim, nascuda el 28 de setembre de 1968 a París, que duia el nom de l'actriu i activista Vanessa Redgrave. Hi va haver rumors de la seva separació al març de 1970, rumors que el portaveu de Fonda va qualificar de «totalment falsos», tot i que a mitjan 1972 ho va reconèixer: «Ens hem separat. No legalment, simplement ens hem separat. Quedem amics.» A principi dels 1970, Fonda va tenir una relació amb l'organitzador polític Fred Gardner i amb qui va coprotagonitzar Klute, l'actor Donald Sutherland.
El 19 de gener de 1973, tres dies després del divorci de Vadim a Santo Domingo, Fonda es va casar amb l'activista Tom Hayden en una cerimònia lliure a casa seva a Laurel Canyon. Havia començat la relació amb Hayden l'estiu previ, i era embarassada de tres mesos en el moment del casament. El seu fill, Troy O'Donovan Garity, va néixer el 7 de juliol de 1973 a Los Angeles i va rebre el nom de la seva àvia paterna, perquè els noms «Fonda i Hayden duien massa rerefons.» Fonda i Hayden van anomenar el seu fill Nguyen Van Troi. Hayden va triar O'Donovan com a nom del mig en honor del revolucionari irlandès Jeremiah O'Donovan Rossa. Al 1982, Fonda i Hayden van adoptar oficiosament una adolescent afroamericana, Mary Luana Williams (coneguda com a Lulu), filla de membres del partit Black Panthers. Fonda i Hayden es van separar en les vacances de nadal de 1988 i es van divorciar el 10 de juny de 1990 a Santa Monica. Al 1989, Fonda va tenir una relació de set mesos amb el futbolista Lorenzo Caccialanza.

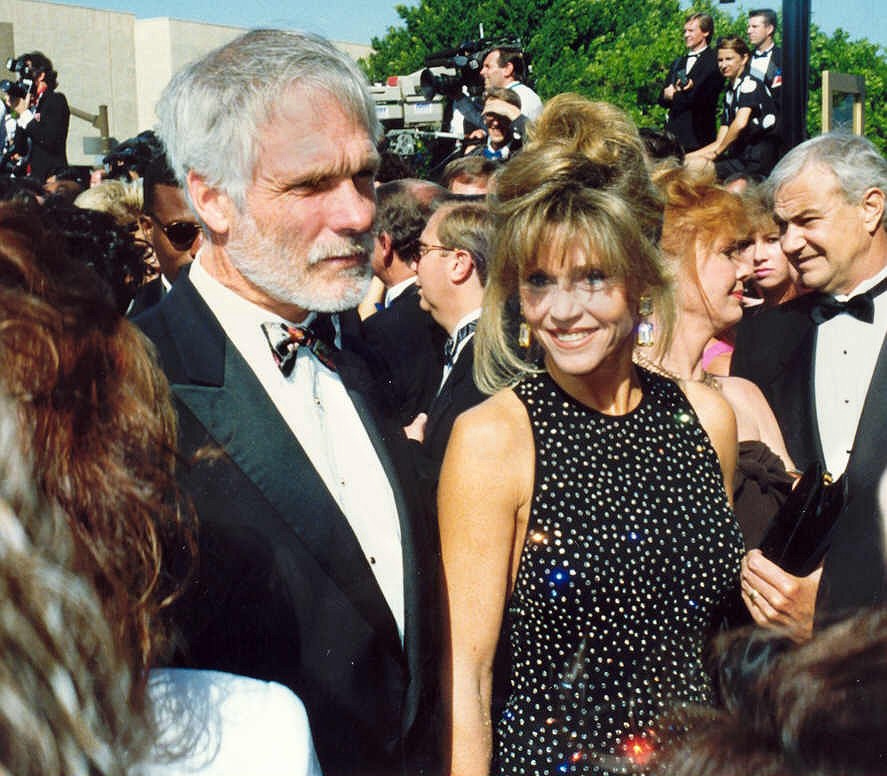
Fonda and her third husband Ted Turner on the red carpet at the 1992 Emmy Awards

Fonda es va casar per tercer cop amb el magnat de la televisió per cable i fundador de la CNN Ted Turner, el 21 de desembre de 1991 en un ranxo a prop de Capps, Florida, unes 20 milles a l'est de Tallahassee. La parella es va separar quatre dies després del canvi de mil·lenni i es van divorciar el 22 de maig de 2001 a Atlanta.
Van seguir set anys de celibat, i des del 2007 fins al 2008, Fonda va ser parella del consultor de management Lynden Gillis, en aquell moment vidu.
A mitjans del 2009, Fonda va començar una relació amb el productor Richard Perry. Ho van deixar el gener de 2017. Aquell desembre, quan li van preguntar què havia après de l'amor, Fonda va explicar a Entertainment Tonight: «No res. no estic feta per això!"
La biografia que li va fer Patricia Bosworth l'any 2011 afirma que al llarg de la seva carrera, s'ha rumorejat d'haver estat vinculada amb nombrosos homes inclosos els seus coprotagonistes Alain Delon, Kris Kristofferson i Jimmy Smits, el músic Mick Jagger, el cineasta Sven Nykvist, el presentador Geraldo Rivera, el columnista Robert Scheer i el perruquer que seria assassinat Jay Sebring, però la majoria d'aquestes relacions no han estat confirmades.
En una entrevista de 2018, Fonda va afirmar que fins als 62, sempre sentia que havia de rebre l'aprovació dels homes per tal de demostrar-se a si mateixa que tenia valor com a persona, una cosa que atribueix al fet que la seva mare morís quan ella era jove i la deixés sense cap referent femení. Com a conseqüència, s'apropava sempre a «mascles alfa», alguns dels quals reforçaven els seus sentiments d'inferioritat, malgrat el seu èxit professional. Fonda va dir que veia aquesta actitud com un fracàs dels homes de la seva vida: «A alguns homes els costa molt adonar-se que la dona amb qui s'han casat és una persona forta i espavilada i li han de treure importància, ja que els fa sentir inferiors. És una pena que haguem definit la masculinitat d'aquesta manera." En 2021 va rebre el Premi Cecil B. DeMille per tota la seva carrera.

### Fe
Fonda va créixer com a atea però es va convertir al cristianisme a principi dels anys 2000. Descriu les seves creences com «fora de la religió establerta» amb una inclinació més feminista i veu déu com algú que «viu en cadascú de nosaltres com un Esperit (o una ànima)». Practica el zazen i el yoga.

### Salut
De petita, Fonda va patir d'autoestima baixa i tenia inseguretats sobre la seva aparença física, un tema que va agreujar el seu pare Henry Fonda. Sobre això, Fonda va dir:
Vaig ser criada als anys 50. El meu pare [l'actor Henry Fonda] em va ensenyar que l'única cosa que realment importava era la meva aparença. Era una bona persona, i jo estava boja per ell, però com a pare va enviar-me missatge que cap pare no hauria d'enviar: «Només seràs estimada si tens bon aspecte».
Ja d'adulta, Fonda va desenvolupar bulimia, que li va afectar durant molts anys, un trastorn que també va patir la seva mare Frances Ford Seymour, que es va suïcidar quan Fonda tenia dotze anys. Sobre la seva recuperació de la bulimia, Fonda va dir,
Va ser als meus 40, i si pateixes de bulimia, com més gran ets, pitjor acaba sent. Trigues més a recuperar-te… Jo tenia una carrera, guanyava premis, donava suport a causes, tenia una família. Vaig haver de prendre una decisió: o viure o morir.
Li van diagnosticar càncer de mama i osteoporosis quan ja era més gran. Li van practicar una tumeroctomia al novembre de 2010 i se'n va recuperar. L'abril de 2019, Fonda va explicar que li havien tret un càncer en el seu llavi inferior l'any anterior, així com pre-melanomes a la pell.

## Filmografia
Filmografia:
| Any          | Films                                       | Paper                          | Notes |
| ------------ | ------------------------------------------- | ------------------------------ | --- |
| 1960         | Tall Story                                  | June Ryder                     | Globus d'Or a la nova actriu de l'any |
| 1961         | A String of Beads                           |                                | feta per la TV |
| 1962         | La gata negra (Walk on the Wild Side)       | Kitty Twist                    | |
| 1962         | The Chapman Report                          | Kathleen Barclay               | |
| 1962         | Period of Adjustment                        | Isabel Haverstick              | Nominada − Globus d'Or a la millor actriu musical o còmica                                                                                             |
| 1963         | In the Cool of the Day                      | Christine Bonner               | |
| 1963         | Sunday in New York                          | Eileen Tyler                   | |
| 1964         | Joy House, The Love Cage                    | Melinda                        | |
| 1964         | Circle of Love                              | Sophie                         | |
| 1965         | Cat Ballou                                  | Catherine 'Cat' Ballou         | Nominada − Globus d'Or a la millor actriu musical o còmica                                                                                             |
| 1966         | La caça de l'home (The Chase)               | Anna Reeves                    | |
| 1966         | La Curée (The Game Is Over)                 | Renee Saccard                  | |
| 1966         | Any Wednesday                               | Ellen Gordon                   | Nominada − Globus d'Or a la millor actriu musical o còmica                                                                                             |
| 1967         | Hurry Sundown                               | Julie Ann Warren               | |
| 1967         | Barefoot in the Park                        | Corie Bratter                  | Nominada − BAFTA a la millor actriu |
| 1968         | Spirits of the Dead                         | Comtessa Frederica             | |
| 1968         | Barbarella                                  | Barbarella                     | |
| 1969         | They Shoot Horses, Don't They?              | Gloria Beatty                  | Nominada − Oscar a la millor actriu Nominada − BAFTA a la millor actriu Nominada − Globus d'Or a la millor actriu dramàtica                            |
| 1971         | Klute                                       | Bree Daniels                   | Oscar a la millor actriu Globus d'Or a la millor actriu dramàtica Nominada − BAFTA a la millor actriu                                                  |
| 1972         | Tout va bien                                | Suzanne                        | |
| 1972         | F.T.A.                                      | Ella mateixa                   | |
| 1973         | Steelyard Blues                             | Iris Caine                     | |
| 1973         | Casa de nines (A Doll's House)              | Nora Helmer                    | |
| 1973         |                                             | Premi Henrietta al Globus d'Or | |
| 1976         | The Blue Bird                               | The Night                      | |
| 1977         | Fun with Dick and Jane                      | Jane Harper                    | |
| 1977         | Julia                                       | Lillian Hellman                | BAFTA a la millor actriu David di Donatello a la millor actriu estrangera Globus d'Or a la millor actriu dramàtica Nominada − Oscar a la millor actriu |
| 1978         | Coming Home                                 | Sally Hyde                     | Oscar a la millor actriu Globus d'Or a la millor actriu dramàtica                                                                                      |
| 1978         | Arriba un genet                             | Ella Connors                   | |
| 1978         | California Suite                            | Hannah Warren                  | |
| 1978         |                                             | Premi Henrietta al Globus d'Or | |
| 1979         | La síndrome de la Xina (The China Syndrome) | Kimberly Wells                 | BAFTA a la millor actriu Nominada − Oscar a la millor actriu Nominada − Globus d'Or a la millor actriu dramàtica                                       |
| 1979         | The Electric Horseman                       | Alice 'Hallie' Martin          | |
| 1979         |                                             | Premi Henrietta al Globus d'Or | |
| 1980         | Nine to Five                                | Judy Bernly                    | |
| 1981         | On Golden Pond                              | Chelsea Thayer Wayne           | Nominada − Oscar a la millor actriu secundària Nominada − BAFTA a la millor actriu secundària Nominada − Globus d'Or a la millor actriu secundària     |
| 1981         | Una dona de negocis (Rollover)              | Lee Winters                    | |
| 1984         | The Dollmaker                               | Gertie Nevels                  | Primetime Emmy a la millor actriu en minisèrie o telefilm Nominada − Globus d'Or a la millor actriu en minisèrie o telefilm                            |
| 1984         | Terror in the Aisles                        |                                | imatges d'arxiu |
| 1985         | Agnès de Déu                                | Dr. Martha Livingston          | |
| 1986         | L'endemà al matí                            | Alex Sternbergen               | Nominada − Oscar a la millor actriu |
| 1989         | Gringo vell (Old Gringo)                    | Harriet Winslow                | |
| 1990         | Stanley & Iris                              | Iris Estelle King              | |
| 1995         | A Century of Women                          | Leona Lansing                  | Nominada − Primetime Emmy a la millor sèrie d'informació                                                                                               |
| 2002         | Searching for Debra Winger                  | Ella mateixa                   | |
| 2003         | V-Day: Until the Violence Stops             | Ella mateixa                   | |
| 2005         | La mare del nuvi (Monster-in-Law)           | Viola Fields                   | |
| 2007         | Georgia Rule                                | Georgia Randall                | |
| 2011         | Peace, Love, & Misunderstanding             | Grace                          | |
| 2012-2014    | The Newsroom                                | Leona Lansing                  | Nominada − Primetime Emmy a la millor actriu convidada en sèrie dramàtica (2013, 2014)                                                                 |
| 2013         | El majordom                                 | Nancy Reagan                   | Lee Daniels |
| 2014         | Better Living Through Chemistry             | Pharmacy Customer              | David Postmentier, Geoff Moore |
| 2014         | This Is Where I Leave You                   | Hilary Altman                  | Shawn Levy |
| 2015         | Youth                                       | Brenda Morel                   | Paolo Sorrentino |
| 2015         | Fathers and Daughters                       | Teddy Stanton                  | Gabriele Muccino |
| 2015–present | Grace and Frankie                           | Grace Hanson                   | També productora executiva |
| 2017         | Our Souls at Night                          | Addie Moore                    | Ritesh Batra |
| 2018         | Book Club                                   | Vivian                         | Bill Holderman |
| 2022         | Luck                                        | The Dragon                     | Peggy Holmes |